# موشون‌سولنوک
موشون‌سولنوک (به مجاری:  Mosonszolnok) یک شهرداری در مجارستان است که در ناحیه موشون‌مادیارووار واقع شده‌است. موشون‌سولنوک ۴۳٫۹۳ کیلومتر مربع مساحت و ۱٬۶۰۹ نفر جمعیت دارد.